# Super/Man: The Christopher Reeve Story
Super/Man: The Christopher Reeve Story ist ein 2024 veröffentlichter britisch-amerikanischer Dokumentarfilm über das Leben des amerikanischen Schauspielers Christopher Reeve, der sich mit seiner Querschnittslähmung nach einem Reitunfall und seiner anschließenden Arbeit als Aktivist für die Rechte von Behinderten befasst. Regie führten Ian Bonhôte und Peter Ettedgui.
Die Doku wurde am 19. Januar 2024 auf dem Sundance Film Festival uraufgeführt und kam in Zusammenarbeit mit Fathom Events am 21. und 25. September 2024 in den Vereinigten Staaten in die Kinos. Der deutsche Kinostart fand am 10. Oktober 2024 statt.
Er wurde von Kritikern und Publikum gleichermaßen gelobt und vom National Board of Review zu einem der 5 besten Dokumentarfilme des Jahres 2024 gekürt.

## Handlung
Die Geschichte wird in einer nichtlinearen Erzählung präsentiert, die abwechselnd vor und nach Reeves Reitunfall spielt.
Reeve hat eine schwierige Kindheit: Seine Eltern lassen sich früh scheiden, sein Stammbaum ist durch mehrere Wiederverheiratungen seiner Eltern kompliziert und das Verhältnis zu seinem Vater Franklin ist besonders angespannt. Reeve studiert an der Juilliard School und schließt eine enge Freundschaft mit seinem Klassenkameraden Robin Williams. Superman beginnt mit dem Casting für seinen Titelhelden, und trotz der Angebote mehrerer prominenter Interessenten will Regisseur Richard Donner einen unbekannten Schauspieler für die Rolle. Reeve spricht vor und erhält die Rolle trotz der Ablehnung seines Vaters und seiner Mitschüler.
Während der Dreharbeiten lernt er die britische Model-Agentin Gae Exton kennen, mit der er eine stürmische Romanze beginnt. Superman kommt 1978 in die Kinos und wird zu einem Riesenerfolg, bei dem Reeve einhellig gelobt wird und der ihn zum Filmstar macht. Dieser Erfolg setzt sich mit Superman II – Allein gegen alle (1980) fort. Die Anerkennung, die er für seine Darstellung von Superman erhält, behindert jedoch Reeves Karriere außerhalb des Franchise. Reeve lebt in London mit Exton zusammen, die Matthew und Alexandra zur Welt bringt. Er ist mit seiner Karriere unzufrieden und willigt nur aus Pflichtgefühl ein, in Superman III – Der stählerne Blitz (1983) und Superman IV – Die Welt am Abgrund (1987) mitzuspielen. Matthew gibt zu, dass sein Vater häufig abwesend war und sich aufgrund seiner Erziehung nicht engagieren wollte. Reeve und Exton trennen sich 1987.
Fünf Monate nach seiner Trennung von Exton lernt Reeve die Sängerin und Schauspielerin Dana Morosini kennen. Die beiden beginnen, sich zu verabreden, und Reeve überwindet schließlich sein Zögern bezüglich der Ehe und macht Dana einen Heiratsantrag. Sie heiraten im April 1992, und im Juni desselben Jahres wird ihr Sohn Will geboren. Dana ist sowohl für Matthew als auch für Alexandra eine fürsorgliche Mutterfigur. Am 27. Mai 1995 stürzt Reeve von seinem Pferd und erleidet eine Rückenmarksverletzung, die ihn vom Hals abwärts lähmt. Er denkt darüber nach, dass er das Leben seiner Familie ruiniert hat, aber Dana beruhigt ihn: „Du bist immer noch du, und ich liebe dich.“ Er erhält Unterstützung von Freunden und Familie, insbesondere von Robin Williams, der ihm hilft, zum ersten Mal seit dem Unfall wieder zu lachen. Reeve erholt sich im Kessler Institute for Rehabilitation, wo er sich mit anderen behinderten Menschen anfreundet. Zu Hause kümmern sich Dana und ein Team von Krankenschwestern rund um die Uhr um ihn. Mit Hilfe eines großen Lieferwagens, den Williams und seine damalige Frau Marsha gekauft haben, reist Reeve nach Los Angeles und hat einen Auftritt bei der 68. Oscarverleihung 1996.
Reeve, der die meiste Zeit seines Lebens als Aktivist für soziale Belange tätig war, nutzt seine Plattform, um sich für behinderte Menschen und die Erforschung von Rückenmarksverletzungen einzusetzen, und spricht auf mehreren großen Veranstaltungen, wie z. B. der Democratic National Convention. Er gründet die Christopher Reeve Foundation, die Zentren eröffnet, Lobbyarbeit für verschiedene Gesetzesentwürfe betreibt und sich für die Stammzellenforschung einsetzt. Reeve erlangt die Fähigkeit, kleine Körperbewegungen auszuführen, kann aber nicht vollständig vom Beatmungsgerät entwöhnt werden. Die Familie Williams veranstalten jedes Jahr am Jahrestag seines Unfalls Partys in Reeves Haus, um das Leben zu feiern. Reeve gibt mit dem LGBT-Drama In der Abenddämmerung (1997) sein Regiedebüt und führte auch bei The Brooke Ellison Story (2004) über die ebenfalls querschnittsgelähmte Brooke Ellison Regie.
Reeve und seine Familie reflektieren darüber, wie eng und erfüllend ihre Beziehung nach seinem Unfall geworden ist. Am 9. Oktober 2004, nur wenige Stunden nach Wills Hockeyspiel, fällt Reeve ins Koma, wird ins Krankenhaus eingeliefert und stirbt schließlich im Alter von 52 Jahren. Alexandra und Will werden unter Tränen Zeugen des Todes ihres Vaters, während Matthew im Taxi auf dem Weg ins Krankenhaus ist, als er vom Tod seines Vaters erfährt. Reeve wird auf der ganzen Welt von seinen Fans und denjenigen betrauert, denen er durch sein Engagement geholfen hatte. Dana tritt die Nachfolge ihres verstorbenen Mannes als Vorsitzende der Stiftung an und geht weiterhin ihrer Leidenschaft für das Singen nach, doch später wird bei ihr Lungenkrebs diagnostiziert. Dana stirbt am 6. März 2006 im Alter von 44 Jahren und hinterlässt Will im Alter von 13 Jahren als Waise.
Matthew, Alexandra und Will treten der Stiftung kurz darauf als Vorstandsmitglieder bei, um das Erbe von Reeve und Dana weiterzuführen. Die Stiftung wird in Christopher and Dana Reeve Foundation umbenannt, und mehrere moderne Durchbrüche und Meilensteine in der Lähmungsforschung werden dem Aktivismus von Reeve und Dana zugeschrieben.

## Besetzung
Der Film zeigt nicht nur Aufnahmen von Christopher Reeve und Dana Reeve, sondern auch von Reeves Kindern Alexandra Reeve Givens, Matthew Reeve und Will Reeve. Zu den weiteren Interviewpartnern gehören Reeves Halbbruder Kevin Johnson, Reeves ehemalige Lebensgefährtin und Mutter von Matthew und Alexandra, Gae Exton, die Schauspieler Jeff Daniels, Susan Sarandon, Glenn Close und Whoopi Goldberg, der Politiker John Kerry, die Aktivistin Brooke Ellison, der Superman-Produzent Pierre Spengler, der ehemalige Vizepräsident für Regierungsbeziehungen der Christopher and Dana Reeve Foundation, Michael Manganiello, der Chefarzt des Kessler-Instituts, Dr. Steven Kirshblum, und Reeves Assistentin Laurie Hawkins. Archivaufnahmen von Superman-Regisseur Richard Donner und Reeves engem Freund und Schauspieler Robin Williams sind ebenfalls enthalten. Christopher Reeve wird darüber hinaus aus seinen Hörbüchern Still Me und Nothing Is Impossible mit eingebunden.

## Produktion und Veröffentlichung
Super/Man: The Christopher Reeve Story wurde von Words + Pictures, Passion Pictures und Misfits Entertainment in Zusammenarbeit mit Jenco Films produziert.
Der Film hatte seine Weltpremiere im Rose Wagner Performing Arts Center in Salt Lake City, Utah, im Rahmen des Sundance Film Festivals am 19. Januar 2024, gefolgt von einer Fragerunde mit den Regisseuren des Films, Ian Bonhôte und Peter Ettedgui, und den Kindern von Reeve nach der Vorführung. Im darauffolgenden Monat erwarb der DC Comics-Eigentümer Warner Bros. Discovery (WBD) für 15 Millionen Dollar die weltweiten Kino- und Heimkinorechte an dem Dokumentarfilm und arbeitete dabei mit den Co-CEOs von DC Studios, James Gunn und Peter Safran, sowie den Konzerngeschwistern Warner Bros. Pictures, HBO Documentary Films, CNN Films und dem Streamingdienst HBO Max zusammen. Der Verkauf wurde von der Filmfinanzierungsgesellschaft Cinetic Media vertreten.
Auf der CinemaCon im April 2024 gab Safran bekannt, dass der Dokumentarfilm im September 2024 unter den Labels Warner Bros. Pictures, DC Studios, HBO und CNN in die Kinos kommen würde. Im darauffolgenden Monat wurde bekannt gegeben, dass der Dokumentarfilm in Zusammenarbeit mit Fathom Events am 21. und 25. September 2024 in begrenztem Umfang in die Kinos kommen würde, obwohl die Möglichkeit einer breiten Veröffentlichung bestand. Der 25. September 2024, der Tag, an dem der Film ein zweites Mal in die Kinos kam, wurde als Datum für eine Zugabepräsentation gewählt, da dies Reeves 72. Geburtstag gewesen wäre. Am 10. Oktober kam der Film in die deutschen und am 11. Oktober 2024 in die nordamerikanischen Kinos, gefolgt von weiteren internationalen Veröffentlichungen Ende 2024, unter anderem im Vereinigten Königreich am 1. November. 
Am 26. November 2024 wurde bekannt gegeben, dass der Film am 7. Dezember auf HBO ausgestrahlt wird und auf HBO Max als Stream zur Verfügung stehen wird. In Deutschland steht die Doku u. a. bei den Streaminganbietern Prime Video, Apple TV+ oder Google Play kostenpflichtig zur Verfügung.

## Kritiken
Auf der Kritikerseite Rotten Tomatoes sind 98 % der 101 Kritiken positiv, mit einer durchschnittlichen Bewertung von 8,2/10. Der Konsens auf der Website lautet: „Eine liebevolle Retrospektive auf Christopher Reeves Tapferkeit und Heldentum in seinem eigenen Leben, Super/Man erhebt sich in die Lüfte und inspiriert zum Aufstieg.“
Auf Metacritic erhält der Film von 21 Kritikern eine gewichtete Durchschnittsnote von 76 von 100, was auf "allgemein positive Kritiken" hinweist.
Screen Daily Filmkritikerin Amber Wilkinson schrieb: „Das Leben und die Arbeit von Superman-Star Christopher Reeve wird in Ian Bonhotes und Peter Ettedguis zunehmend bewegender Dokumentation von seiner Familie und seinen Freunden eingerahmt und weitgehend nacherzählt.“
Sidney Schering von Filmstarts resümierte: „Mehr als nur ein ehrfürchtiges Denkmal über den Mann, der das Superheldenkino in neue Sphären schweben ließ: „Super/Man – The Christopher Reeve Story“ ist eine hochemotionale, einfühlsam und mehrdimensional erzählte Dokumentation darüber, welche Einflüsse eine öffentliche Person formen – und wie Menschen zu positiven Einflüssen heranwachsen können, allen Rückschlägen oder etwaigen Makeln zum Trotz.“
Die Deutsche Film- und Medienbewertung (FBW) verlieh das Prädikat „besonders wertvoll“ und bewertete den Film in der Jurybegründung als Lebensgeschichte, die zwar klassisch erzählt wird, aber so „einfühlsam, komplex und mit großer Klarheit, dass hier ein außergewöhnlicher Film gelungen ist, der auch als großes Gefühlskino sein Publikum zu Tränen rühren kann.“